# Ousson-sur-Loire
Ousson-sur-Loire è un comune francese di 779 abitanti situato nel dipartimento del Loiret nella regione del Centro-Valle della Loira.
Il paese è attraversato dal fiume Loira.

## Società

### Evoluzione demografica
Abitanti censiti